# Alpioniscus boldorii
Alpioniscus boldorii là một loài chân đều trong họ Trichoniscidae. Loài này được Arcangeli miêu tả khoa học năm 1952.